# Surrey
Surrey (kiejtése: /ˈsʌri/ ) Anglia egyik nem-nagyvárosi és ceremoniális megyéje a South East England régióban. Északkeletről Nagy-London, keletről Kent, délkeletről East Sussex, délről West Sussex, nyugatról Hampshire, északnyugatról pedig Berkshire megyékkel határos. Székhelye Guildford, de a megyei tanács a Nagy-Londonhoz tartozó Kingston upon Thames-ben ülésezik. A nem-nagyvárosi és ceremoniális megye területe megegyezik.

## Története
A római hódítás előtt a mai Surrey területét feltehetőleg a kelta atrebates törzs foglalta el, akik a Temzétől délre laktak és központjuk a hampshire-i Calleva Atrebatumban volt. I.sz. 42-ben a folyótól északra lakó catuvellauni törzs legyőzte őket és királyuk, Verica Galliába menekült, ahol a rómaiak segítségét kérte. A következő évben a birodalom elkezdte Britannia meghódítását, melyben az atrebates törzs a szövetségesük volt. 
Az 5-6. században germán angolszászok települtek meg Britanniában. A helynevekből következtetve Surrey-be a Godhelmingas, Tetingas és Woccingas szász törzsek költöztek. Surrey ekkor kapta a nevét is, jelentése déli régió (Suthrige). A régió a déli szász királyságok (Kent, Essex, Sussex, Wessex és Mercia) közötti határterület volt és sokszor cserélt gazdát, míg végül 825-ben végleg Wessexé lett. Lévén a szárazföld belsejében, a kisebb viking portyázások elkerülték, csak a nagy inváziós hadseregek érték el, mint amelyik 851-ben a Temzén hajózott fel 350 hajóval és 15 ezer emberrel. 
A normann hódítás után a helyi szász földbirtokosok elvesztették vagyonukat és földjeik a király vagy normann urak (mint Richard fitz Gilbert) tulajdonába kerültek. II. Vilmos király 1088-ban létrehozta híve, William de Warenne számára a Surrey grófja címet. Utódai a 14. századig viselték a tisztséget, amikor a család kihalt és Surreyt Arundel grófjai, a FitzAlanok örökölték meg tőlük. Ez a család 1415-ben halt ki és a Surrey grófja címet csak a 15. század végén hozták újból létre a Howardok számára.

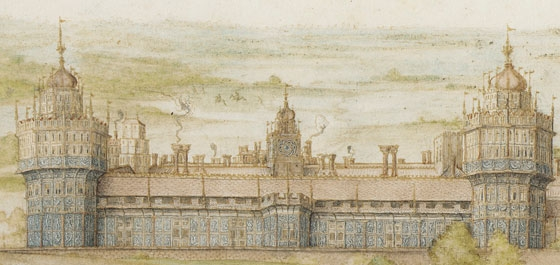
Nonsuch Palace

1215-ben Surrey területén, Runnymede mezején írták alá a Magna Cartát. A középkor során a grófságnak nem volt különösebb politikai vagy gazdasági jelentősége, egyik jelentősebb család sem merítette innen hatalmát és nem volt itt püspöki székhely sem. Talaja nem biztosított nagy termést, de a területét nagyrészt borító Weald erdőségeit 1800-ra szinte teljesen kivágták. A legfőbb jövedelemtermelő tevékenység a gyapjúszövés volt, Guildford központtal.  
A Tudorok idején a Londontól kényelmes távolságra eső Surreyben fényűző királyi palotákat építettek. VII. Henrik Richmondban bővítette ki a meglévő rezidenciát, fia, VIII. Henrik pedig a közeli Ewelben emeltette a pazar Nonsuch (Párjanincs)-palotát. 
A 16-17. században lehanyatlott a gyapjúszövő-ipar és helyét a Weald vasércbányáinak kiaknázása vette át. A 18. század végén, de főleg a 19. század vasútépítéseinek köszönhetően az addig ritkán lakott és vidékies Surreybe kiköltöztek a fővárosba dolgozni bejáró londoniak, ami maga után vonta a helyi gazdaság gyors növekedését is. A 19. században főleg a papír- és puskaporgyártás fejlődött gyorsan. A főváros egyre terjeszkedett, többek között Surrey kárára; először 1889-ben csatolták át területéből Londonhoz, majd a 20. században átkerült Croydon, Kingston upon Thames és sok kisebb település. Greater London 1965-ös megalakulása további területi veszteségeket jelentett. A megyei tanács azonban ragaszkodik a hagyományokhoz és továbbra is Kingstonban ülésezik, noha a város már nem tartozik a megyéhez. 
Érdekesség, hogy J. K. Rowling Harry Potter-könyvsorozatának címszereplője a kitalált Little Whingingben lakott a nyári szünetekben.

## Földrajza
Surrey területe 1 663 km², amivel 35. a 48 angol megye között. Legmagasabb pontja a 295 méteres Leith Hill, míg a legalacsonyabb a Temze-parti Long Ditton 6,6 méterrel. A megye közepén húzódnak végig nyugat-kelet irányban a North Downs krétakőből álló alacsony gerincei, amelyet a Temze mellékfolyói, a Wey és Mole szakítanak meg. Egyéb folyók a (szintén a Temzébe ömlő) Bourne és Hogsmill. A North Downs nyugaton csak keskeny sávon van jelen, míg északkelet felé kiszélesedik és Kelet-Surrey területének jelentős részét elfoglalja. A dombvidék nagy részét ma ismét erdő borítja, Surrey területének 22,4%-ával Anglia legerdősültebb megyéje (az országos átlag 11,8%). Box Hillen található az egész Egyesült Királyság legrégebbi (és Európa egyik legrégebbi) érintetlen erdeje.

## Közigazgatás és politika

Surrey kerületei

Surrey területe 11 kerületre oszlik:
1. Spelthorne
2. Runnymede
3. Surrey Heath
4. Woking
5. Elmbridge
6. Guildford
7. Waverley
8. Mole Valley
9. Epsom and Ewell
10. Reigate and Banstead
11. Tandridge

## Gazdaság
Londonhoz való közelsége miatt a fővároson kívül Surreyben van az Egyesült Királyságban a legmagasabb GDP-fő, de a legmagasabb lakhatási költségek is. Állítólag az országban itt él a legtöbb milliomos. A bankszektorban dolgozók magas száma miatt igen nagy az átlagjövedelem is. Számos cég és szervezet (több mint bármely más brit megyében) ide költöztette országos központját. Közéjük tartozik a Nikon, Whirlpool, Canon, Toshiba, Samsung, Philips, Kia Motors, Toyota, Pfizer, Sanofi-Aventis, Esso, Unilever, Procter & Gamble vagy Nestlé. 

## Híres surrey-iek
- Julie Andrews színész
- Matthew Arnold költő
- Jeff Beck gitáros
- John Boorman rendező
- Anthony Caro szobrász
- Eric Clapton énekes
- Petula Clark énekes
- Colin Davis karmester
- Tom Andrew Felton*
- John Evelyn író
- Margot Fonteyn balett-táncos

- Peter Gabriel énekes
- Godfrey Harold Hardy matematikus
- Nick Hornby író
- Aldous Huxley író
- Thomas Malthus demográfus
- Brian May a Queen gitárosa
- Bill Nighy színész
- Laurence Olivier színész
- Julia Ormond színész
- Joan Robinson közgazdász
- George Brydges Rodney tengerész
- Prunella Scales színész

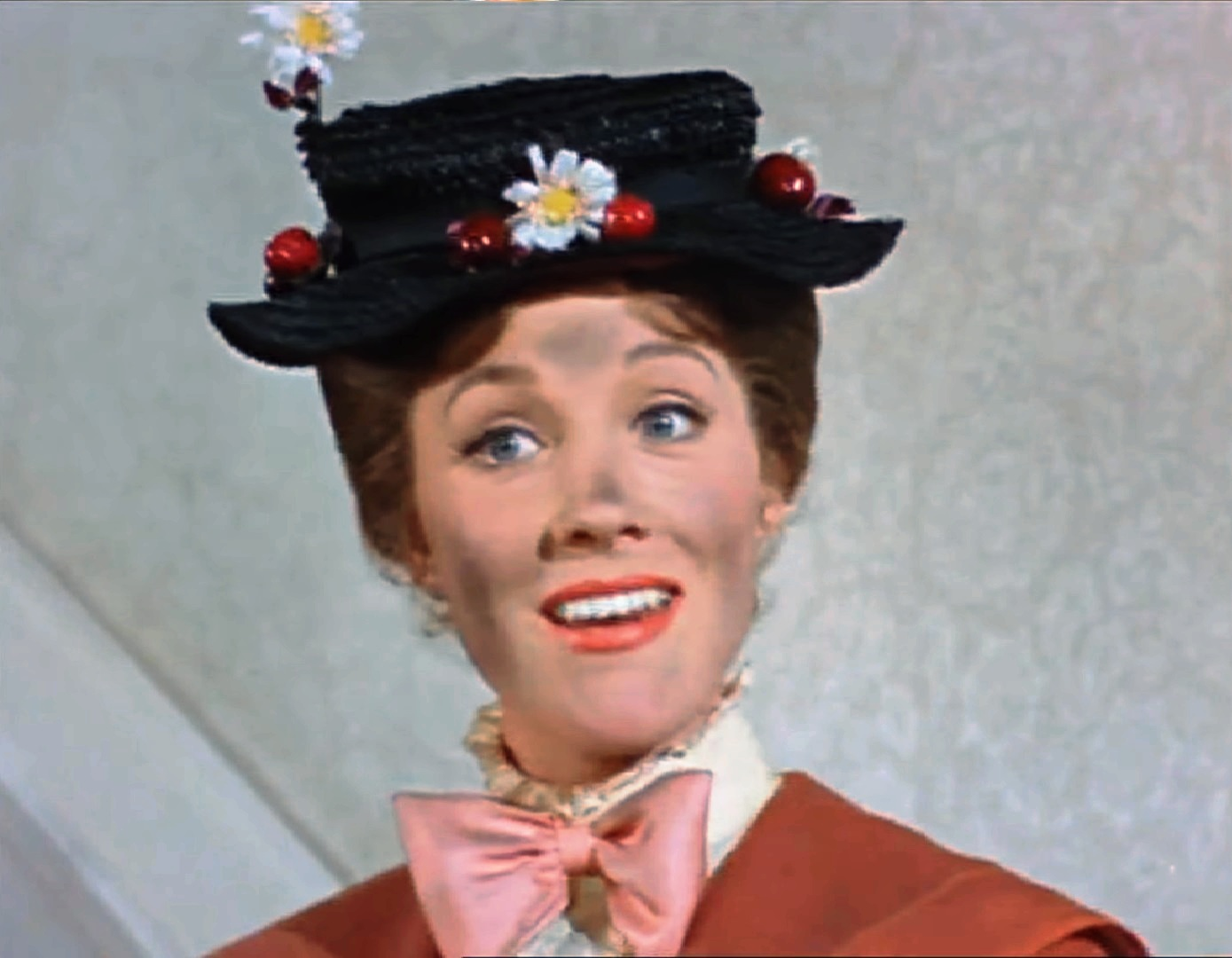
Julie Andrews mint Mary Poppins

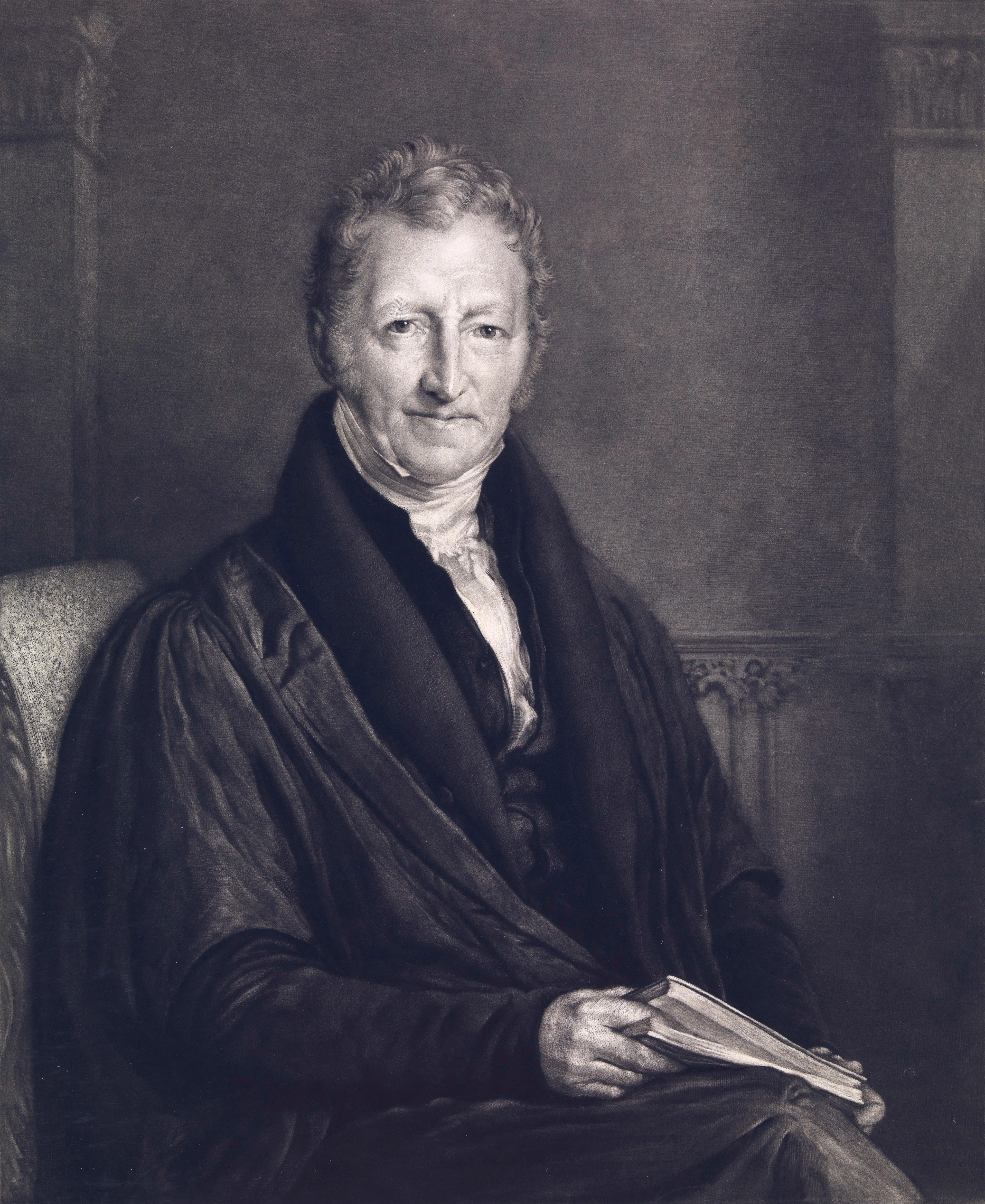
Thomas Malthus

- John Surtees autó- és motorversenyző
- David Walliams színész
- Roger Waters a Pink Floyd énekese
- P. G. Wodehouse író

## Látnivalók

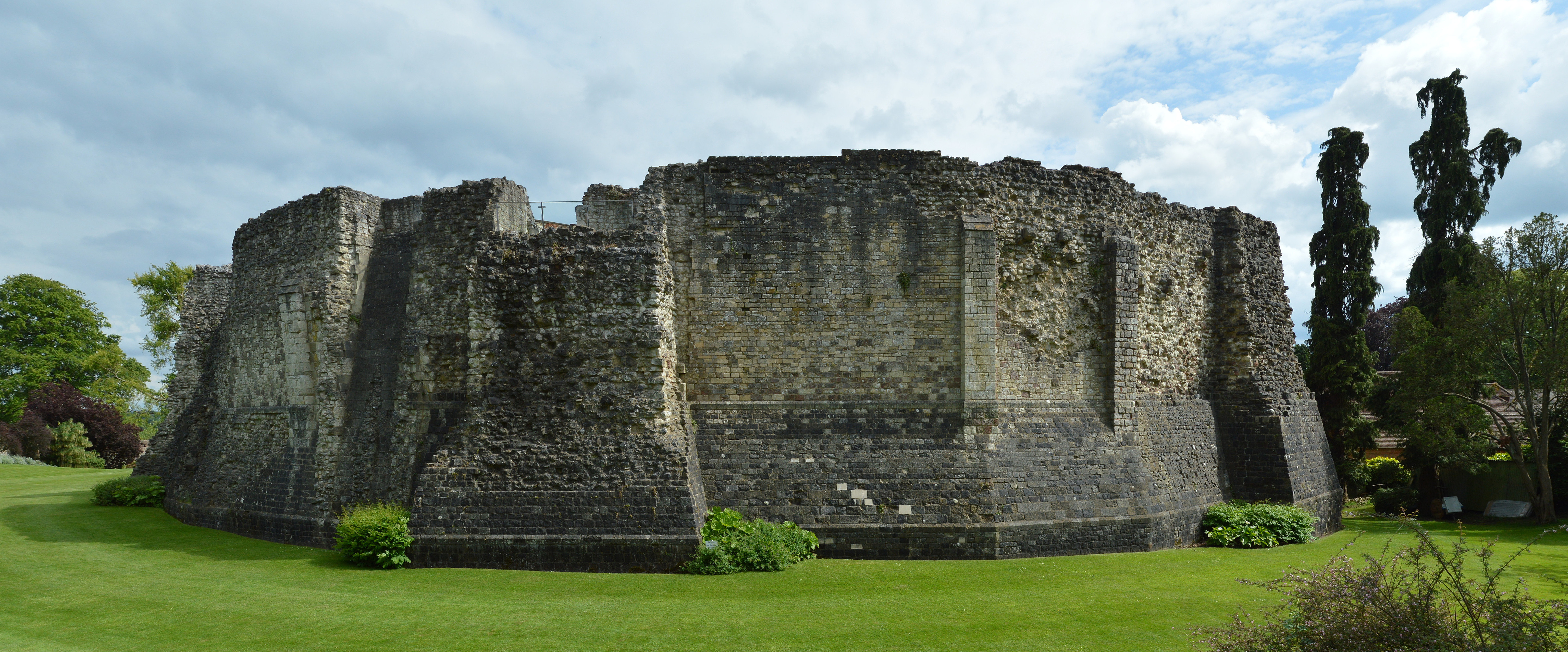
Farnham Castle
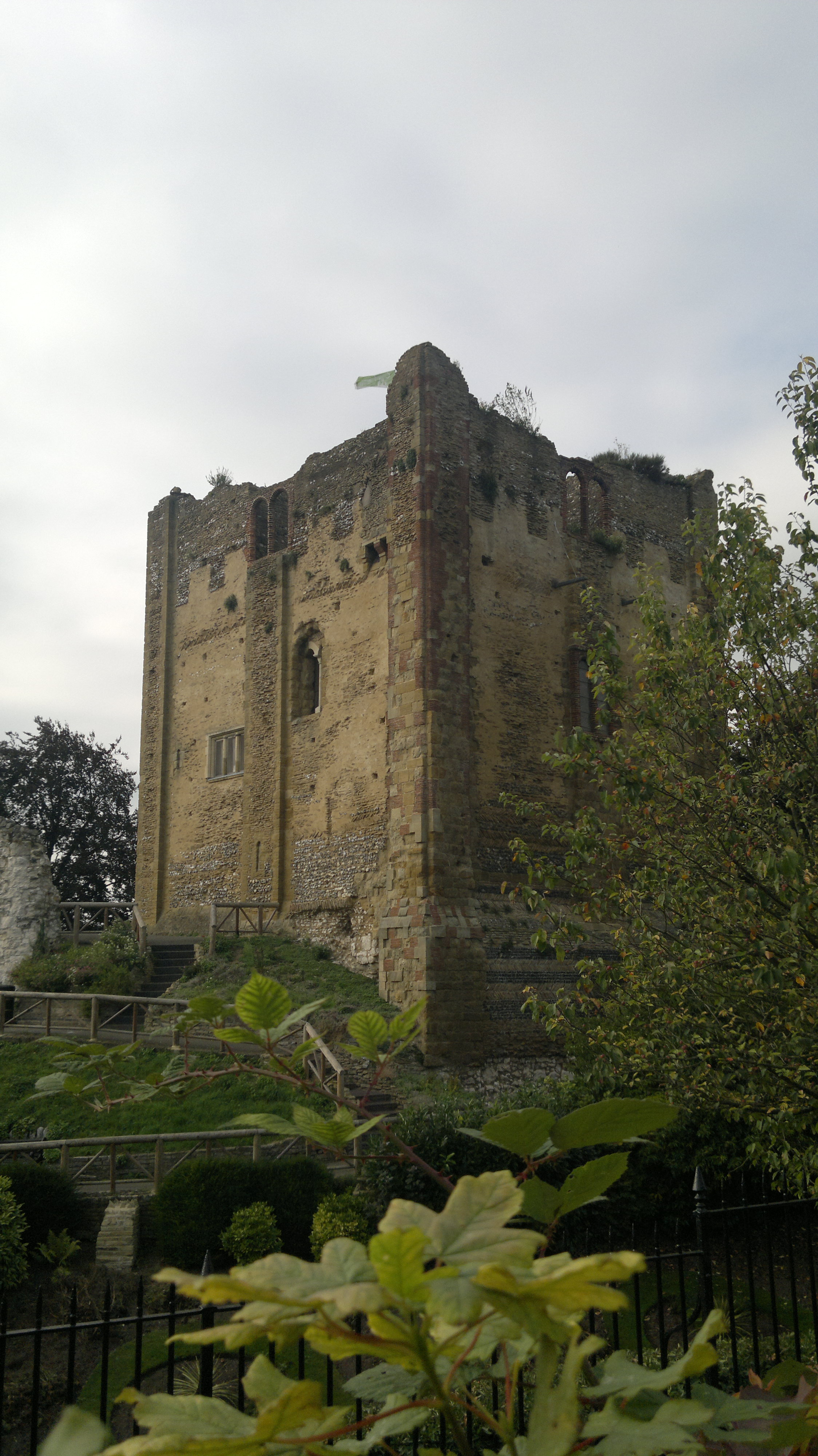
Guildford vára
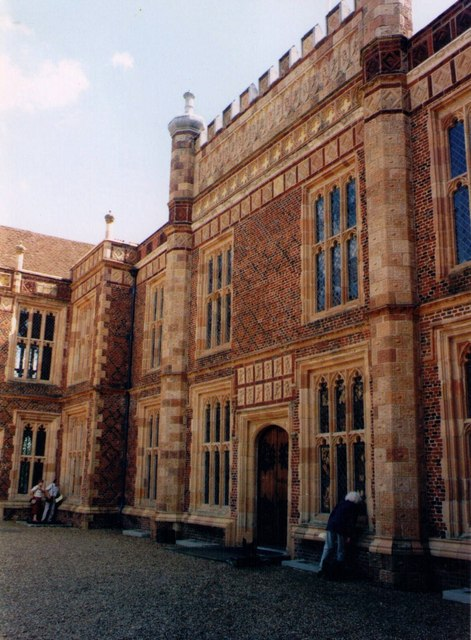
A Tudor-kori Sutton Place
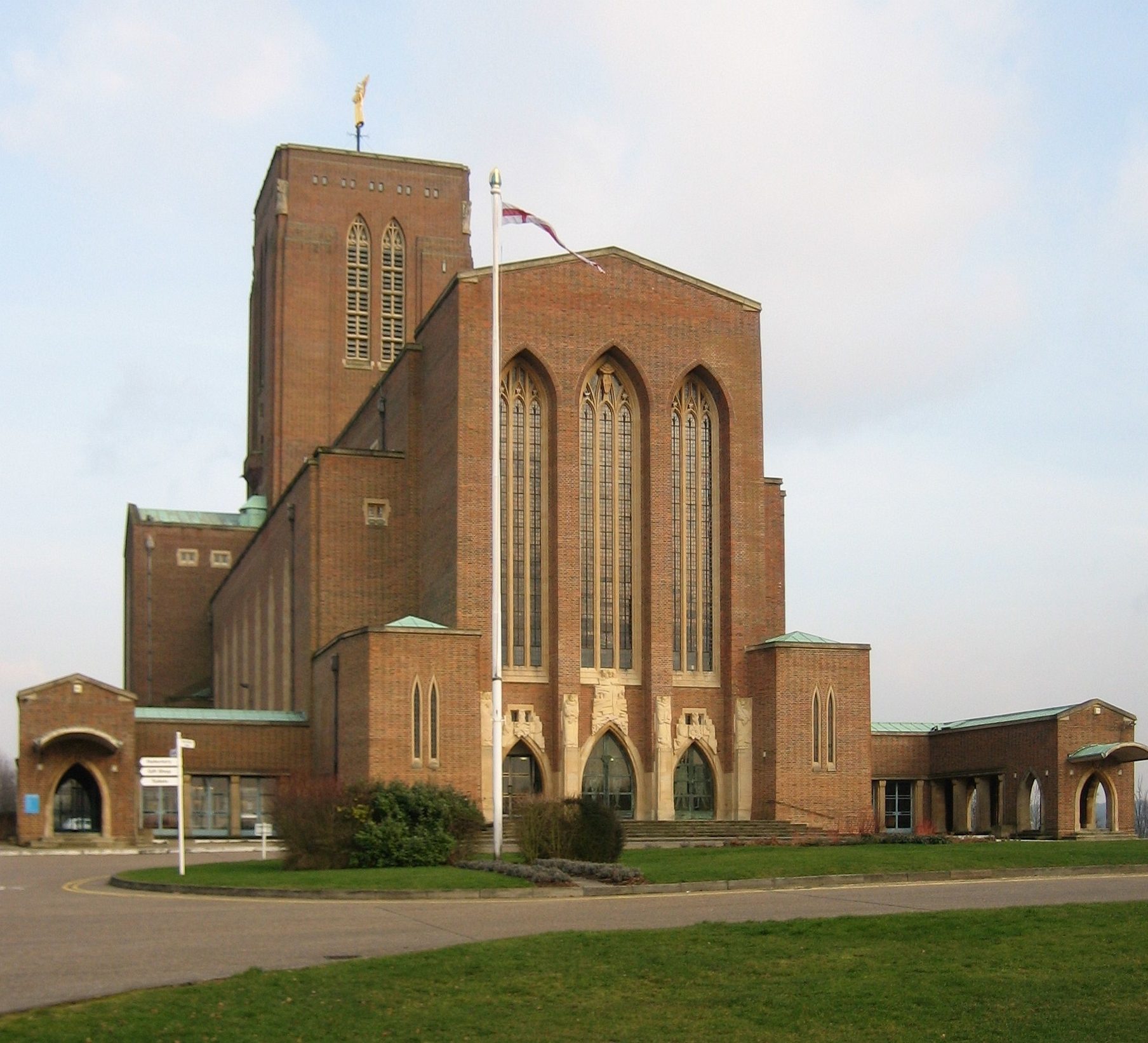
Guildford modern katedrálisa

## Fordítás
- Ez a szócikk részben vagy egészben  a   Surrey című angol Wikipédia-szócikk ezen változatának fordításán alapul.  Az eredeti cikk szerkesztőit annak laptörténete sorolja fel. Ez a jelzés csupán a megfogalmazás eredetét és a szerzői jogokat jelzi, nem szolgál a cikkben szereplő információk forrásmegjelöléseként.